# Monique Wittig
Monique Wittig (pronúncia em francês: [vitig]; 13 de julho de 1935, Haut-Rhin — 3 de janeiro de 2003) foi uma escritora francesa e teórica do feminismo particularmente interessada em superar a noção de gênero e o contrato heterossexual. Publicou seu primeiro romance, L'opoponax, em 1964. Seu segundo romance, Les Guérillères (1969), foi considerado um marco no feminismo lésbico. Inclusive, a própria Wittig considerava-se uma lésbica radical.
Monique Wittig ganhou seu doutorado da École des Hautes Études en Sciences Sociales, depois de concluir uma tese sobre Le Chantier littéraire.

## Visões teóricas
Wittig foi uma teórica do feminismo materialista. Ela acreditava que é tarefa histórica das feministas definir a opressão em termos materialistas. Wittig propôs que "homem" e "mulher" são classes sociais produzidas em um regime heterossexual, e que a destruição desse regime também acabaria com a categoria sexo. Seus escritos, tanto teóricos quanto ficcionais, defendem um sujeito universal que transcende categorias binárias.
O trabalho de Wittig teve um impacto significativo na teoria feminista e queer, embora sua relação com esses campos seja complexa. Enquanto alguns a veem como uma precursora da teoria queer, outros argumentam que sua abordagem materialista a diferencia de desenvolvimentos mais recentes no campo.

## Recepção e influência
Wittig é uma grande influência no clássico Gender Trouble de Judith Butler. No entanto, Butler identifica uma "metafísica da presença" na teoria de Wittig (uma crítica derridiana), sugerindo que ela pressupõe um sujeito pré-discursivo e humanista – uma ideia que Butler rejeita como essencialista.
Linda Zerilli afirma que o trabalho de Wittig desafia as noções tradicionais de universalismo dominadas por homens ao desconstruir a heterossexualidade que sustenta as estruturas sociais e linguísticas. Contra Butler, Zerilli sugere que a universalização do sujeito lésbico é uma estratégia que visa expor as contradições e exclusões inerentes às noções tradicionais do sujeito universal.
Para Teresa de Lauretis, o trabalho de Wittig ajudou a distinguir a teoria lésbica da teoria feminista ao conceituar lésbicas como um "sujeito excêntrico" existindo fora da estrutura heterossexual. Ela argumenta que as ideias de Wittig, embora às vezes mal compreendidas – referindo-se especialmente a Butler – anteciparam desenvolvimentos posteriores na teoria queer e pós-colonial. De Lauretis também enfatiza a influência duradoura de Wittig, à medida que os estudos de gênero contemporâneos se movem cada vez mais além das categorias de identidade fixas, inadvertidamente realizando a visão de Wittig.
Brad Epps e Jonathan Katz argumentam que a abordagem materialista e a crítica radical de Wittig permanecem relevantes, particularmente no contexto dos debates contemporâneos sobre a teoria queer e a política identitária. Eles também traçam paralelos entre Wittig e os pensadores da Escola de Frankfurt.

## Obras
- 1964, L’Opoponax (Prix Médicis)
- 1969, Les Guérillères
- 1973, Le Corps Lesbien
- 1976, Brouillon pour un dictionnaire des amantes, (com Sande Zeig)
- 1985, Virgile, non
- 1992, The Straight Mind and Other Essays
- 1999, Paris-la-Politique
- 2001, La Pensée Straight
- 2010, Le Chantier littéraire
- O filme The Girl de Sande Zeig, companheira e colaboradora de Wittig, teve por base o primeiro romance em inglês da autora.